# Sagrestia Vecchia
La Sagrestia Vecchia, nella basilica di San Lorenzo di Firenze, è uno dei capolavori di Filippo Brunelleschi e dell'architettura del primo Rinascimento in generale. Vi ha lavorato con importanti contributi scultorei anche Donatello. La struttura venne completata tra il 1419 e il 1428, mentre la decorazione scultorea è databile tra il 1428 e il 1443. L'opera, che è l'unica che il grande architetto abbia curato fino al termine dei lavori, è stata ritenuta il paradigma di purezza geometrica ed eleganza lineare del suo percorso di architetto, che contiene in nuce elementi sviluppati in seguito, come la pianta nella Cappella dei Pazzi o le tribune morte del Duomo di Firenze.

## Storia

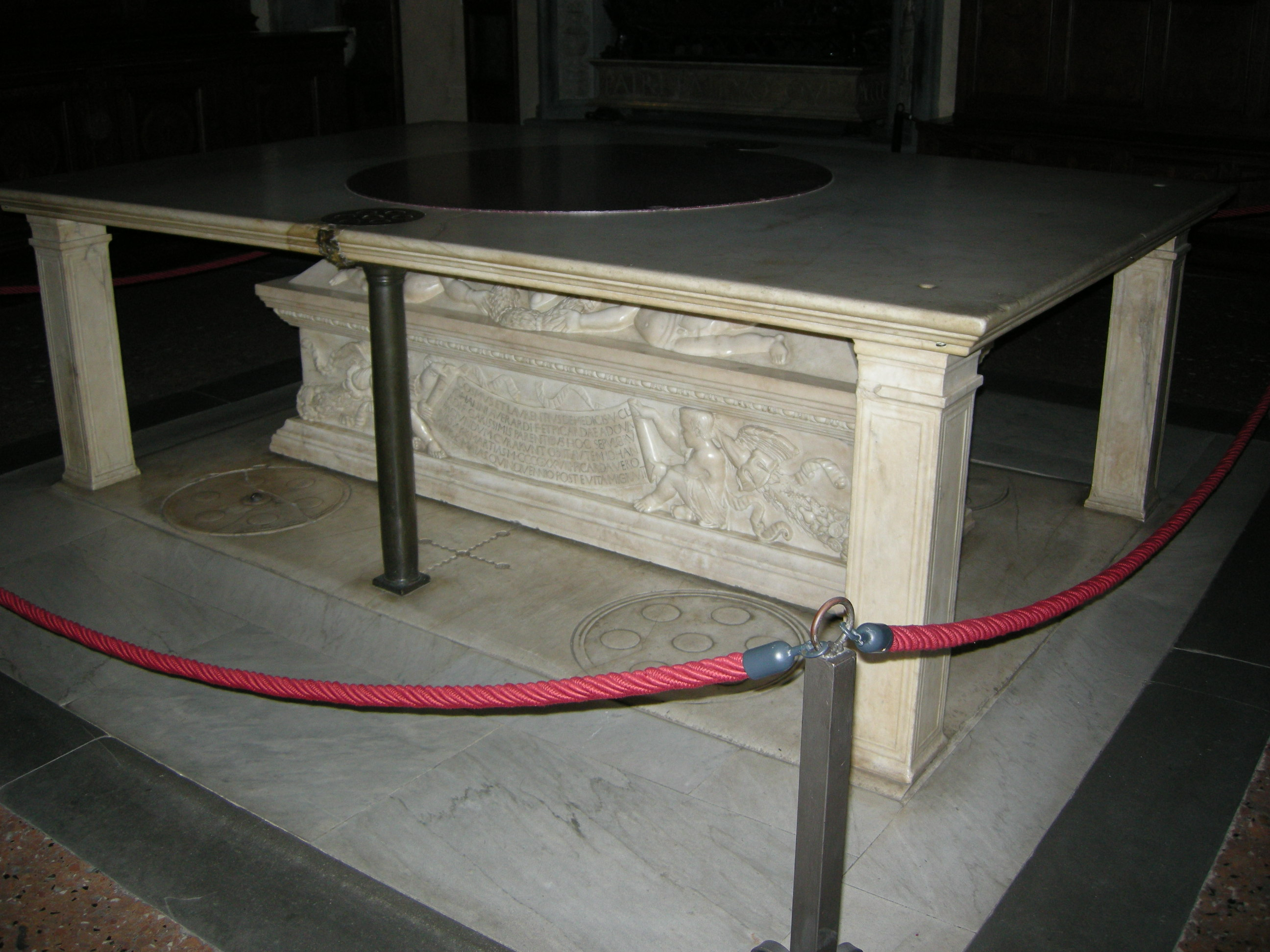
Tomba di Giovanni di Bicci e Piccarda Bueri

Nel 1419 Giovanni di Bicci de' Medici chiamò Filippo Brunelleschi, l'architetto più celebre della città che in quegli anni aveva iniziato lo Spedale degli Innocenti e stava dimostrando la fattibilità della cupola senza armatura, per costruire una cappella funeraria familiare. Giovanni, che quell'anno aveva lasciato il Banco Medici alle cure del figlio Cosimo, si ispirò al progetto architettonico del rivale Palla Strozzi nella sagrestia di Santa Trinita, commissionata a Lorenzo Ghiberti nel 1418 come mausoleo familiare. La sagrestia di San Lorenzo venne dedicata a San Giovanni Evangelista, protettore omonimo di Giovanni de' Medici. All'architetto venne affidata anche la costruzione della cappella dei Santi Cosma e Damiano (protettori della famiglia Medici) adiacente alla sagrestia, nel transetto sinistro.
La sagrestia fu denominata Vecchia in seguito alla costruzione della Sagrestia Nuova ad opera di Michelangelo.
Brunelleschi vi lavorò tra il 1421 e il 1428 e si tratta dell'unica opera pervenutaci portata integralmente a compimento dal grande architetto. In un periodo imprecisato poi, dopo il 1421, all'architetto venne affidata la ricostruzione dell'intera chiesa di San Lorenzo su proposta dello stesso Medici, che fu uno dei principali finanziatori del progetto. La data di conclusione dei lavori fu il 1428, come testimonia l'iscrizione nel pergamo interno della lanterna della cupoletta.
Nel 1429 vi si celebrarono le esequie di Giovanni di Bicci, per l'esorbitante costo di 3.000 fiorini d'oro.
La decorazione scultorea di Donatello è posteriore alla fine dei lavori e forse venne commissionata dallo stesso Giovanni, o dal figlio Cosimo. Nel 1433 venne collocata sotto il tavolo centrale di marmo la tomba di Giovanni e di sua moglie Piccarda Bueri, scolpita da Donatello e dal Buggiano, figlio adottivo di Brunelleschi.

## Architettura
La sagrestia venne concepita come un ambiente autonomo, anche se in comunicazione con la chiesa. L'architettura è impostata su valori chiari e limpidi della geometria solida, con uno spazio cubico sormontato da cupola, schema che si ripete, in dimensioni minori, nella scarsella, movimentata però da nicchie.  L'esterno è estremamente semplice: a forma di parallelepipedo coperto dal cono rovesciato del tiburio con tegole a squame (con la leggiadra lanterna a colonnine e cupoletta a bulbo spiraliforme), con uno zoccolo in basso e una semplice trabeazione superiore.
L'ambiente maggiore è a pianta quadrata, con una scarsella pure a base quadrata sul lato sud, col lato di base ampio 1/3 di quello del vano principale, a fianco della quale si trovano due piccoli ambienti di servizio accessibili da due portali simmetrici che danno sul vano principale. I due portali sono un'aggiunta successiva, dell'epoca delle decorazioni di Donatello e sono una delle più antiche tracce di elementi architettonici rinascimentali ripresi dall'architettura romana: si tratta infatti della copia di un portale del Foro di Traiano conosciuto tramite un disegno di Giuliano da Sangallo. Brunelleschi non apprezzò l'inserimento che, secondo il suo biografo, giudicò troppo massiccio e non in sintonia con l'architettura della sagrestia. Janson attribuì i portali a Michelozzo, che li avrebbe riprodotti nella chiesa di Sant'Agostino a Montepulciano.
L'aula principale ha il modulo del lato di base pari a 20 braccia fiorentine, che diviso per cinque determina anche la luce (ampiezza) degli archi a tutto sesto nella scarsella. La copertura è una cupola a ombrello, cioè divisa in spicchi costolonati, per la precisione dodici, alla base di ciascuno dei quali si trova un oculo che, insieme alla lanterna, garantisce l'illuminazione interna. La scarsella è composta nella stessa maniera, con una propria cupoletta, che però è emisferica e cieca, mentre i suoi lati sono dilatati da nicchie. I vani laterali invece sono voltati a botte: si tratta di una delle più antiche applicazioni di questo tipo di copertura nell'architettura rinascimentale.
Le pareti sono scandite da grandi archi a tutto sesto, che nelle zone al di sotto della cupola formano agli angoli quattro pennacchi, dove vennero poi inseriti i medaglioni di Donatello e gli stemmi Medicei. All'altezza della linea d'imposta degli archi corre una trabeazione in pietra serena con la parte centrale policroma e decorata da tondi con cherubini e serafini; essa corre senza soluzione di continuità per tutto il perimetro, compresa la scarsella. Agli angoli si trovano paraste scanalate di ordine corinzio, che raddoppiano in spessore nella parete dove si apre la scarsella, così come lo spessore dell'arco centrale.
Le pareti sono intonacate di un colore chiaro, sul quale spiccano le membrature architettoniche in pietra serena, secondo una delle caratteristiche più facilmente riconoscibili dell'architettura brunelleschiana.
Anche in questa opera Brunelleschi si ispirò a elementi dell'architettura medievale toscana, rielaborandoli con soluzioni tratte dall'arte classica romana con un risultato di grande originalità. Per esempio la volta costolonata era già presente nell'architettura gotica, mentre è innovativo l'uso dell'arco a tutto sesto. Anche la commistione tra linee dritte e cerchi è tipica del romanico toscano, come ad esempio nelle tarsie marmoree della facciata di San Miniato al Monte.
Ma rispetto all'architettura medievale Brunelleschi usò un metodo più razionale e rigoroso, studiando il modulo del cerchio inscritto nel quadrato, che si ripete nella planimetria e nell'alzato. Tutti cerchi sono tangenti tra loro o con i lati dei quadrati che scandiscono l'architettura.
In verticale la Sagrestia è divisibile in tre parti di uguale altezza: la prima all'altezza dell'osservatore, che arriva fino alla cornice sotto gli archi, la seconda con gli arconi, i tondi, le finestre e i pennacchi, e la terza della cupola maggiore.

### Influenza dell'architettura
L'architettura della Sagrestia Vecchia è uno dei più importanti risultati degli studi sugli edifici a pianta quadrata, tappa obbligata per tutte le esperienze successive. La sua forma legata al tema della combinazione della sfera col cubo e altri solidi regolari ebbe particolare successo e fu sviluppata ulteriormente da Brunelleschi (si pensi solo alla cappella de' Pazzi) e ripresa da altri architetti. La funzionalità della pianta e l'armonia dell'insieme ne fecero uno dei modelli base per cappelle e mausolei, non solo in Toscana.
Nelle citazioni successive però i caratteri più intimi dell'originale vennero molto spesso disattesi, tralasciando il rigore di Brunelleschi a vantaggio di soluzione più ricche di decorazioni e seducenti.
Per citare solo gli esempi più famosi, da Michelozzo nella Cappella dei Magi, da Giuliano da Sangallo in scala monumentale nella basilica di Santa Maria delle Carceri a Prato e da Michelangelo nella Sacrestia Nuova, composta in pendant con quella di Brunelleschi. In Veneto e in Lombardia (come nella Cappella Portinari), l'esuberanza dell'ornamentazione farà del modello architettonico un mero supporto alla decorazione e anche la preferenza verso un approccio più fantasioso e disinvolto agli ordini classici produsse interpretazioni sempre più lontane dal modello originale.

## La decorazione scultorea

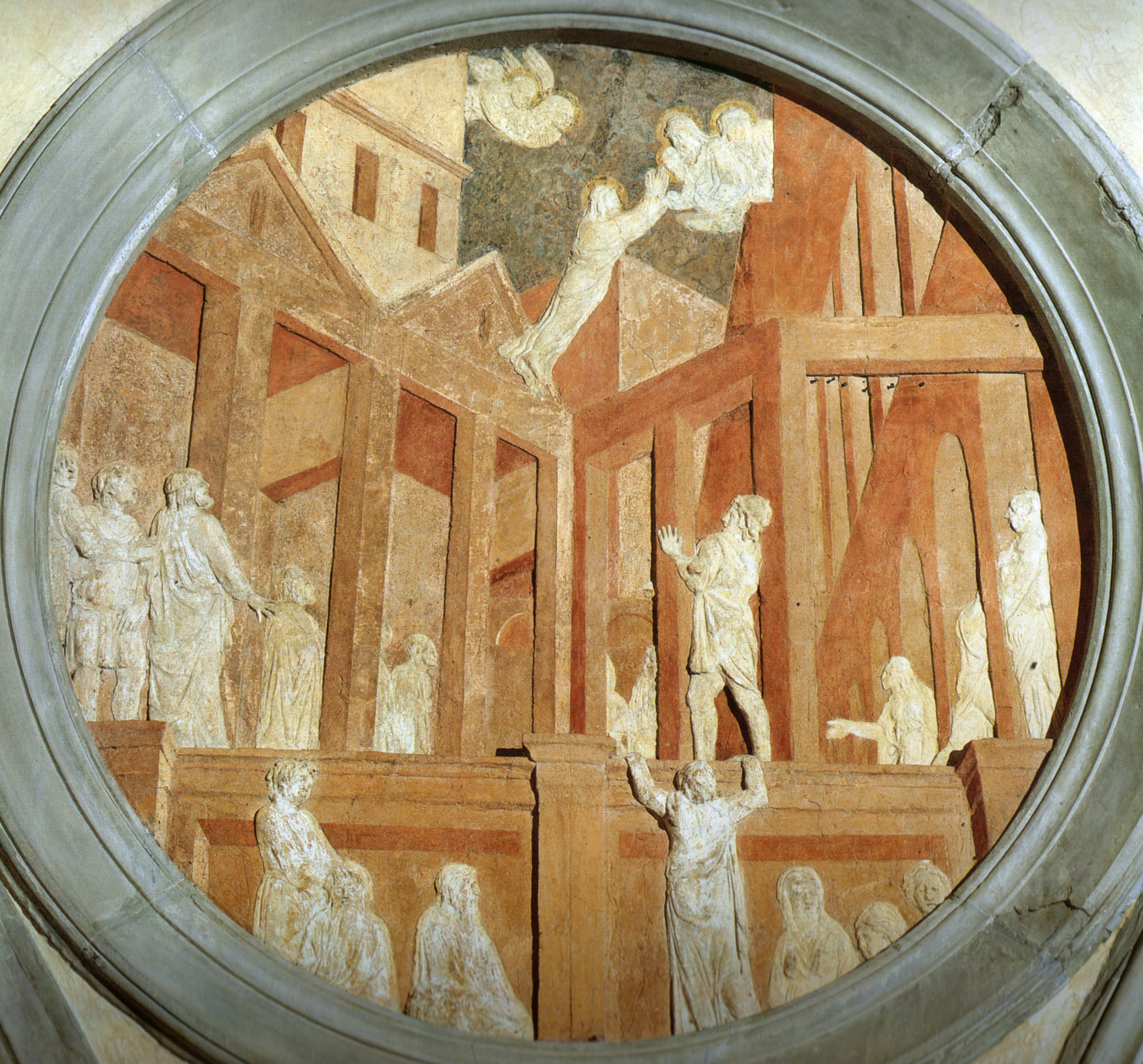
Donatello, Ascensione di San Giovanni

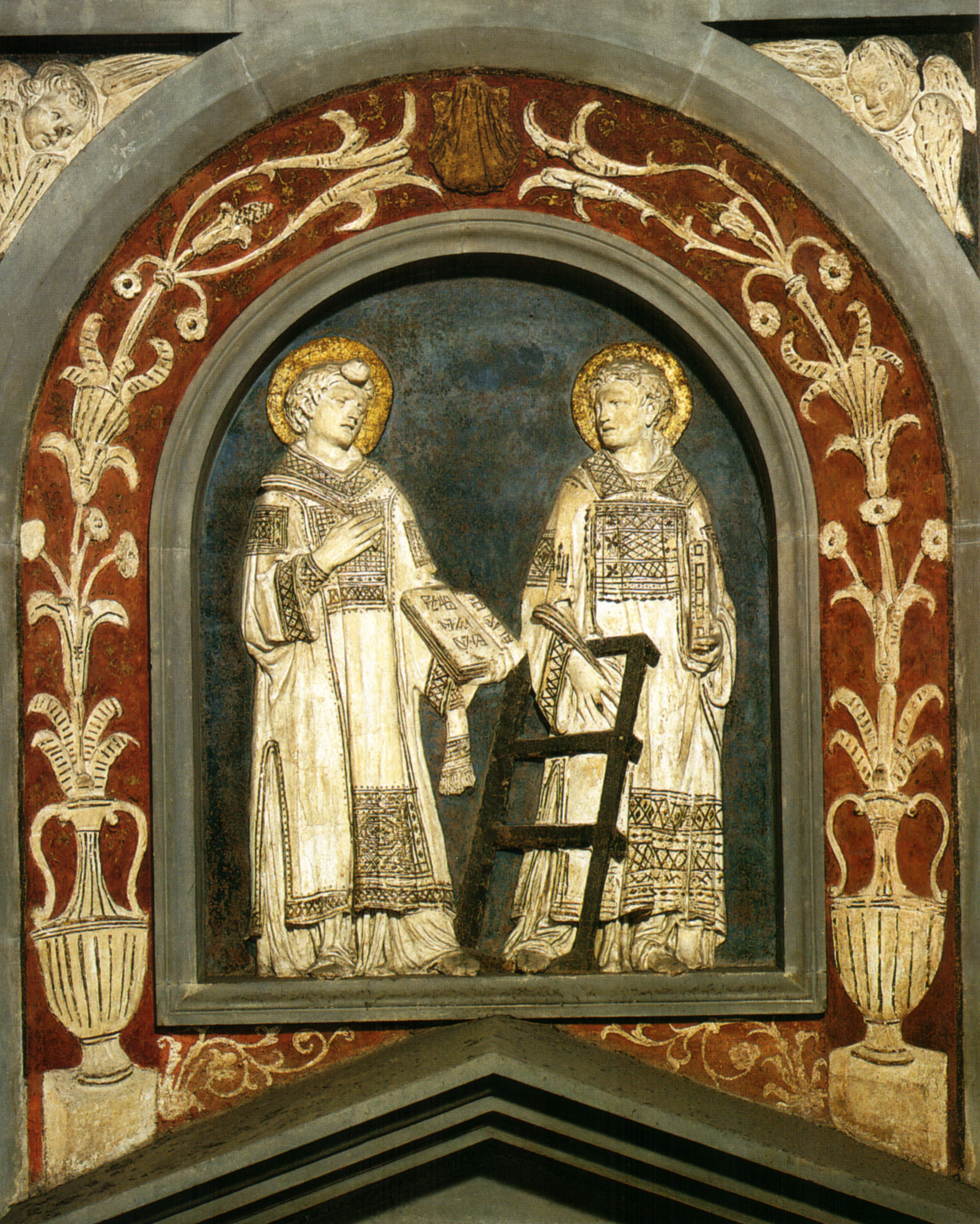
Donatello, Santi Stefano e Lorenzo

### Donatello
Donatello lavorò alla Sagrestia a più riprese, facendo uso anche, per alcune parti, di non meglio precisati collaboratori che alcuni hanno ipotizzato poter essere Michelozzo o Luca della Robbia. Donatello ideò un insieme di decorazioni in stucco policromo di grande intensità espressiva. La sua decorazione, iniziò probabilmente nel 1428-1429 con le Storie di san Giovanni Evangelista, per poi sospendersi a causa dei tumultuosi avvenimenti di casa Medici. Nel 1434, con il ritorno di Cosimo il Vecchio da Padova e di Donatello da Roma, i lavori ripresero. Forse erano completati nel 1439, quando la cappella fu sede di importanti cerimonie religiose, e in ogni caso erano tutti completi nel 1443, anno della partenza di Donatello per Padova.
La decorazione a stucco comprende:
- I tondi con le Storie di san Giovanni Evangelista (1428-1432) nei pennacchi della cupola, opere di Donatello nella tecnica dello stucco dipinto in una tenue ed elegante cromia di bianco, rosso mattone e azzurro.
  - San Giovanni Evangelista a Patmos
  - Resurrezione di Drusiana
  - Martirio di san Giovanni Evangelista
  - Ascensione di san Giovanni Evangelista
- I tondi degli Evangelisti (1435), sempre di Donatello, in alto, al centro degli arconi, sempre in stucco policromo, ma con un'impostazione più tradizionale, con maggior rilievo e la bicromia blu/bianco.
  - Tondo di san Giovanni Evangelista
  - Tondo di san Luca
  - Tondo di san Marco
  - Tondo di san Matteo
- Le due coppie di battenti delle porte bronzee dei vani laterali, una con Santi e Martiri e una con Apostoli e Padri della Chiesa (1440-1443).
  - Porta dei Martiri
  - Porta degli Apostoli
- Le due edicole sopra le porte, in stucco policromo, con i Santi Stefano e Lorenzo a sinistra e i Santi Cosma e Damiano (protettori dei Medici) a destra.

Anche le transenne marmoree della scarsella sono attribuite pressoché unanimemente a Donatello, decorate da trafori che rimandano a quelli delle finestre circolari della cupola.
La decorazione scultorea si integra felicemente all'architettura, creando un vivace gioco di colori, ma limitato ad alcune eleganti tinte, che rompe la tradizionale bicromia brunelleschiana del bianco e grigio, arricchito tutt'al più dal blu della terracotta invetriata come nella cappella dei Pazzi. Questo armonico tutt'uno non fu però valutato come tale da Brunelleschi: egli si espresse con disappunto riguardo alle aggiunte scultoree, sottolineando come non fosse mai stato interpellato sul loro riguardo. Egli criticava soprattutto la sistemazione delle due pareti ai lati della scarsella, dove i lunettoni dei santi, le pesanti cornici (attribuite a Michelozzo) e i battenti creavano un insieme molto ornato all'insegna dell'horror vacui estraneo alla sintesi ed al rigore geometrico dell'architetto. Anche altri commentatori rimasero perplessi per l'espressività drammatica e inquieta dei rilievi di Donatello, come testimonia un passo del Trattato di Architettura di Filarete (1461-1464), dove si consiglia di non fare figure di apostoli come quelle di Donatello nella porta della sagrestia di San Lorenzo, "che paiono schermidori".
Oggi tuttavia si tende a considerare la sagrestia come un "connubio dagli accenti dialettici e variegati", dove le note più acute si stemperano in quelle più sobrie, senza intaccare l'armonia dell'insieme.

### Altri

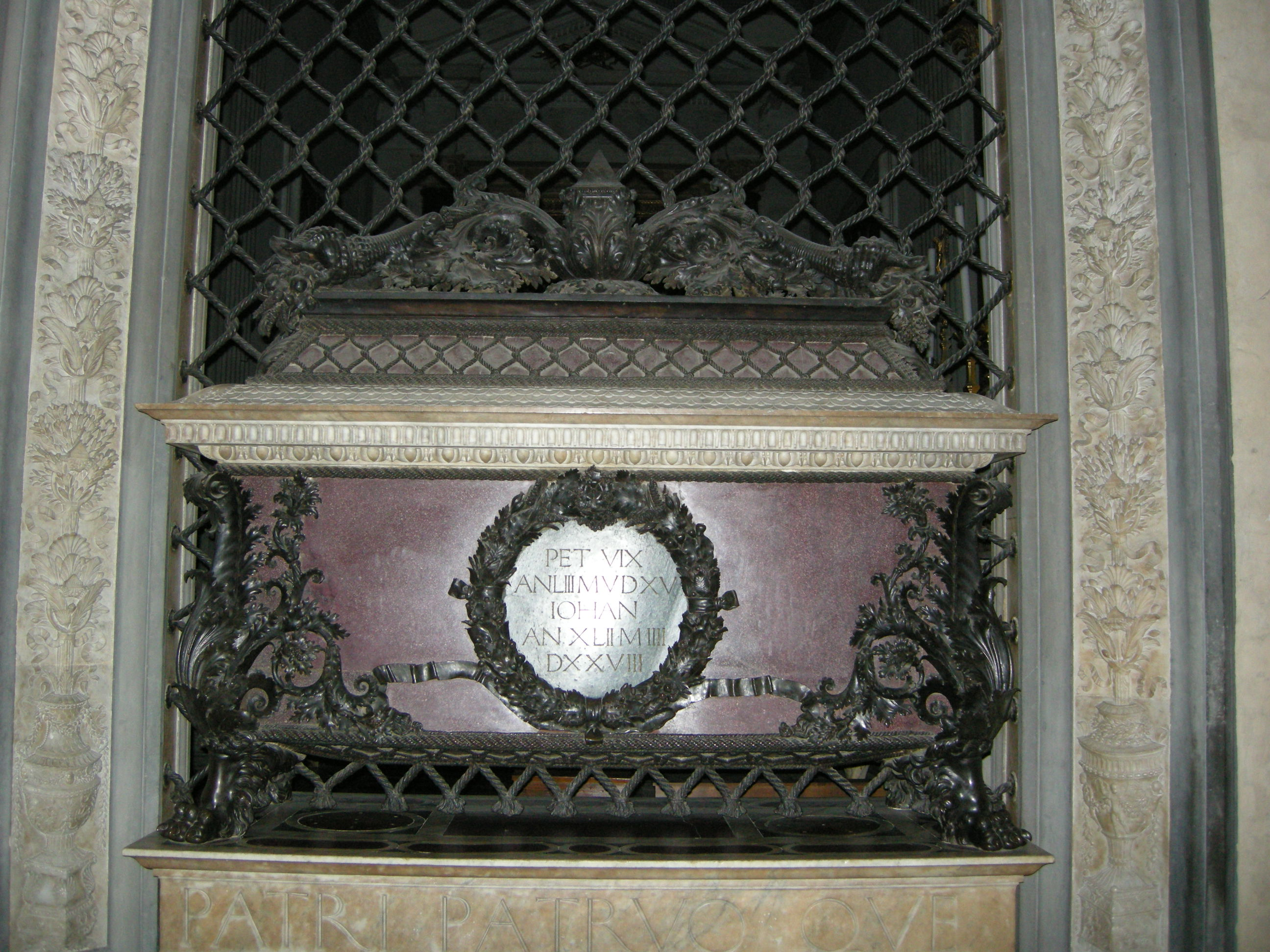
Il sarcofago di Giovanni e Piero de' Medici, lato Sagrestia

Il fregio con i Cherubini e serafini nella cornice, realizzato a stampo in terracotta policroma invetriata, è attribuito a Luca Della Robbia.
Nel 2000 è stata proposta l'attribuzione a Donatello, con l'aiuto del Buggiano, anche per il monumento funebre sotto la tavola marmorea al centro della Sagrestia, dove sono sepolti Giovanni di Bicci e Piccarda Bueri. L'opera, arricchita da stemmi medicei, teste di angeli e festoni, venne forse disegnata dal maestro e realizzata dal Buggiano e Pagno di Lapo Portigiani.
Opera autografa del Verrocchio è il monumento funebre a Giovanni e Piero de' Medici, figli di Cosimo il Vecchio, commissionato nel 1472 dai figli dello stesso Piero, Lorenzo il Magnifico e Giuliano de' Medici.
Il busto di San Lorenzo, sul pianale opposto all'altare, è attribuito a Desiderio da Settignano per la sensibilità pittorica, ma in passato è stato ritenuto anche opera di Donatello.
L'altare è decorato da tre pannelli (Madonna con Bambino, e i profeti Ezechiele e Isaia), mentre i plutei sono decorati da anfore da cui si dipartono fronde di quercia, riprese dalla tradizione paleocristiana. La parete fu decorata in seguito da un trittico più antico, opera di Bernardo Daddi della metà del Trecento. Il Crocifisso ligneo policromo è invece ancora in loco ed è opera di Simone di Nanni Ferrucci.
Nel ricetto di sinistra si trova un lavabo marmoreo attribuito a Andrea del Verrocchio, con elementi araldici di Pierò de' Medici (il falcone, l'anello con lo stemma); la vasca è decorata da protomi leonini e due sirene. Sempre qui si trova una tavola cinquecentesca coi Dolenti e un coevo crocifisso ligneo.

## Dipinto parietale della volta celeste

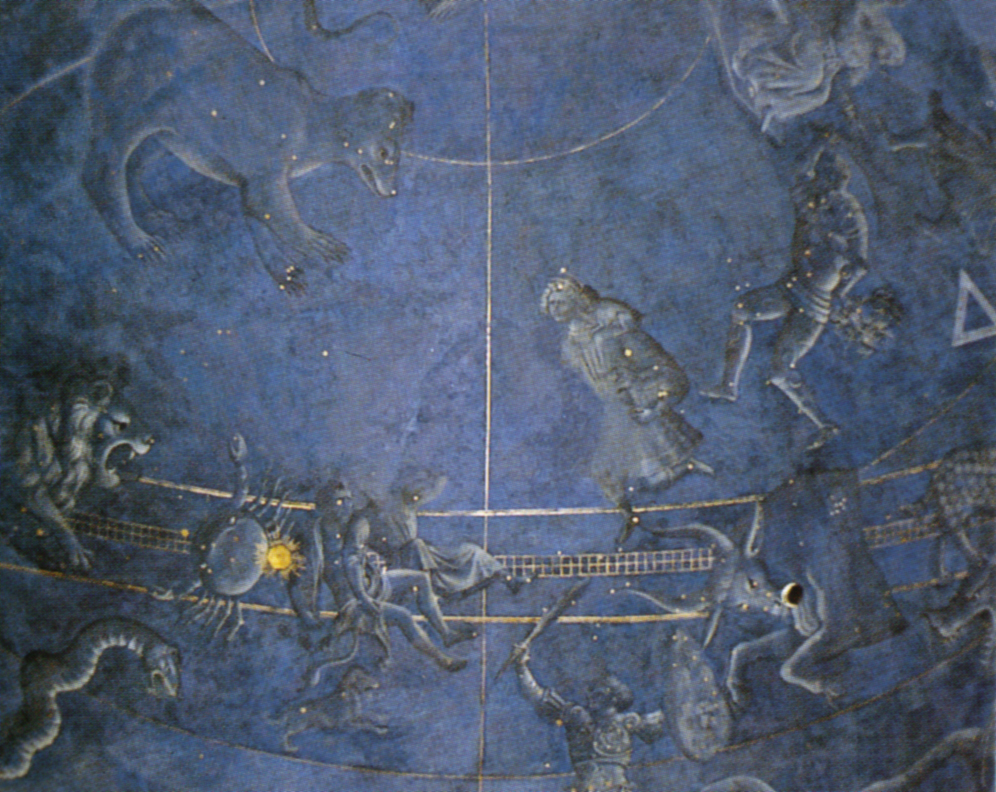
Affresco della volta celeste

Il dipinto parietale, su intonaco a secco, della volta della cupola nella scarsella, risale agli inizi degli anni quaranta del Quattrocento e raffigurano la situazione cosmologica del Sole e delle costellazioni, come appariva la notte del 4 luglio 1442, probabilmente su Firenze, come è emerso dagli studi in occasione dei restauri del 1984-1989. Federico Zeri nel 1969 ha attribuito la  pittura della volta celeste al pittore-decoratore Giuliano d'Arrigo, detto Pesello, esperto di raffigurazioni di animali, ipotesi non confermata da altri, mentre gli esperti sono quasi tutti concordi che il pittore, per gli aspetti astronomici, abbia seguito  le indicazioni del cosmografo Paolo dal Pozzo Toscanelli.
Su una base di azzurrite, con l'uso della foglia d'oro per le stelle e i pianeti e del bianco di piombo per realizzare le   costellazioni in chiaroscuro, è dipinto un cielo dell'emisfero boreale ben definito nelle linee di partizione e nei pianeti allora conosciuti, con un'eccellente accuratezza astronomica. La scelta della data del 1442 è stata messa in relazione con la venuta a Firenze di Renato d'Angiò, il monarca di Napoli cacciato dall'usurpatore Alfonso d'Aragona. L'Angiò era in viaggio per cercare alleati per una spedizione di riconquista, tra cui i fiorentini, il papa, gli Sforza e i genovesi. Renato d'Angiò, che aveva il titolo formale di re di Gerusalemme, veniva visto come colui che avrebbe potuto comandare una nuova crociata per liberare la Terrasanta e sconfiggere i turchi Ottomani che stavano cingendo d'assedio i resti dell'impero bizantino.
Il Concilio di Basilea, Ferrara e Firenze fu trasferito a Firenze nel 1439. Con la firma della Bolla Laetentur coeli (6 luglio 1439) si giunse alla completa riunificazione tra greci e latini. Un’altra − e forse migliore − ipotesi è precisamente il giorno del 6 luglio 1439 all'ora 10:30 circa, quando il Sole e la Luna sarebbero posizionati esattamente nei punti raffigurati sull'affresco. La posizione dei cinque pianeti rimane incerta ed è motivo di discussione e controversie. Per di più, l’eclittica dipinta e la posizione della stella Regulus sono precisamente quelle rilevate alla fine dell’anno 1438. Il 4 luglio 1442 non corrisponde all'arrivo di Renato d'Angiò a Firenze (in realtà il 19 luglio), né corrisponde all'esatta posizione del Sole e della Luna questo giorno sull’affresco.
La stessa data astrologica è presente anche nella cupoletta analoga della Cappella dei Pazzi, visto anche il maggiore legame dei Pazzi con Renato d'Angiò, che aveva fatto cavaliere Andrea ed aveva presenziato al battesimo di suo nipote Renato, nominato così proprio in suo onore.